# ソウルワールドカップ競技場
ソウルワールドカップ競技場（朝: 서울월드컵경기장, 英: Seoul World Cup Stadium）は、韓国の首都・ソウル特別市麻浦区にあるサッカー専用のスタジアムである。

## 概要
2002 FIFAワールドカップの開催を目的に作られ、2001年11月に完成した。収容人員は66,704人と、サッカースタジアムとしてはアジア最大の規模を持つ。開会式の他、開幕戦のフランスvsセネガルや、準決勝の韓国vsドイツなどが開催された。
現在は、韓国代表の試合が開催されるほかKリーグ・FCソウルのホームスタジアムとなっている。2013年7月、サッカー東アジアカップ2013の会場の一つとして利用された。その他にもドリームコンサートなどといった音楽イベント、2014年にはLeague of Legends世界選手権優勝戦、エホバの証人国際大会が開催された。また、スタジアムの客席の下にはショッピングセンター（HOMEVER：旧カルフール）やシネマコンプレックスがあり、試合がない日も賑わう。
FCソウルの試合が無い日には競技場内が公開されており、観客席や選手のロッカー・ピッチサイドまで入ることができる。入場料は1000ウォン（2008年5月現在）。
当初は上岩洞（サンアムドン）の蘭芝島ゴミ処分場跡での建設が予定されていたため、現在もこのスタジアムは「上岩」（サンアム）と呼ばれることがある。実際の建設場所は隣接する城山洞（ソンサンドン）となっており、上岩洞には5つのテーマを持つ公園からなる広大なワールドカップ公園が作られている。
寒冷のため、使用状況によっては良好なピッチコンディションを保持することが難しい。2025年3月には、韓国代表戦が予定されていたが、韓国サッカー協会から「国際Aマッチを行うには不適格」と判断され開催地から外れたことがあった。

## ワールドカップ2002の当競技場での結果
- 5月31日：開幕戦 グループA -  フランス 0-1  セネガル
- 6月14日：グループC -  トルコ 3-0  中国
- 6月25日：準決勝 -  韓国 0-1  ドイツ

## アクセス
- 鉄道
  - ソウル交通公社6号線・ワールドカップ競技場駅

## エピソード
- 韓国代表は、地元ながら国際Aマッチでの相性が悪く、2001年11月のこけら落しこそクロアチアに勝利したものの、それ以降はワールドカップ準決勝をはじめ、2004年11月17日のモルディブに勝利するまで1分7敗と1度も勝つことが出来なかった。
- 2005年に入ってからは、2月9日のクウェート戦、3月30日のウズベキスタン戦にそれぞれ勝利するなど相性の悪さは解消されつつある。
- 2012年7月5日、2002年サッカーワールドカップ韓国代表ベスト4進出10周年記念として「2002年ワールドカップ韓国代表」VS「Kリーグ選抜チーム」が対戦するオールスター戦が開催された。